# یاکوب تابس
یاکوب تابس (۲۵ فوریه ۱۹۲۳–۲۱ مارس ۱۹۸۷) جامعه‌شناس دین، فیلسوف و محقق یهودیت بود.
تابس در یک خانواده قدیمی ربی متولد شد. وی با نویسنده سوزان طوبس ازدواج کرد. وی دکترای خود را در سال ۱۹۴۷ برای پایان‌نامه اش دربارهٔ «فرجام‌شناسی غربی» به دست آورد و در ابتدا به تدریس علوم دینی و مطالعات یهود در ایالات متحده در دانشگاه هاروارد، کلمبیا و پرینستون پرداخت.
از سال ۱۹۶۵ او استاد مطالعات یهودیان و هرمنوتیک در دانشگاه آزاد برلین بود. وی بر بسیاری از متفکران معاصر مانند جورجیو آگامبن، سوسن سانتاگ، آویتال رونل، مارشال برمن، بابت بابیچ، آلئیدا و یان آسمان، آموس فانکنشتاین و پیتر اسلوتردیک تأثیر گذاشته‌است.
کتاب‌های تابس شامل عناوینی چون فرجام‌شناسی غربی [استنفورد UP ، ۲۰۰۹] و الهیات سیاسی پل [استنفورد UP ، ۲۰۰۴] است.